# Auto da Índia
O Auto da Índia, escrito pelo dramaturgo português Gil Vicente e representado pela primeira vez no ano de 1509 em Almada, diante da Rainha D. Leonor, é uma das peças mais marcantes do teatro vicentino. Inserido no contexto dos Descobrimentos Portugueses, este auto é uma sátira que critica com inteligência e mordacidade os comportamentos sociais da época, em especial a hipocrisia e a decadência dos valores morais.

## Enredo
A acção decorre na casa de Constança, uma mulher da nobreza que vê o marido partir para a Índia em busca de riquezas. A ausência prolongada dá-lhe liberdade para trair o esposo com dois amantes, Lemos e Juan de Zamora. Enquanto se entrega aos prazeres e à vida leviana, a sua criada, conhecida apenas por Moça, tenta, com pouco sucesso, repreender-lhe os actos e recordar-lhe a importância da honra e da fidelidade. No entanto, os seus apelos morais são ignorados e até ridicularizados por Constança, que representa o oportunismo e o materialismo de muitos membros da sociedade lisboeta do século XVI.
O regresso do marido, que acontece sem qualquer fortuna, frustra as expectativas de Constança, uma vez que esta esperava receber um homem rico e poderoso, mas encontra apenas um marido enganado e empobrecido, pois os lucros da viagem haviam sido usurpados pelo capitão da armada. Ainda assim, a mulher finge alegria e afeição, revelando o seu cinismo e falsidade. Este desfecho, marcado pela ironia, deixa no ar uma crítica mordaz à superficialidade das relações humanas e ao desfasamento entre as aparências e a realidade.

## Viagens marítimas
A peça oferece um retrato vívido das consequências sociais das viagens marítimas, nomeadamente o impacto da ausência dos homens e o desequilíbrio que essa ausência causava nos lares portugueses. Gil Vicente, com o seu estilo característico, constrói diálogos ágeis e utiliza uma linguagem próxima da oralidade, conferindo à obra uma expressividade que a mantém viva até aos nossos dias.
Uma curiosidade interessante é o facto de, apesar de ser uma peça cómica e leve à superfície, o Auto da Índia ter sido um dos primeiros textos teatrais a abordar de forma crítica o lado menos glorioso dos Descobrimentos, o que representa um contraste notável com o discurso oficial dominado pelo orgulho nacional. Gil Vicente consegue, assim, juntar crítica e entretenimento, criando uma peça que diverte mas também questiona.

## Temporalidade da obra
Obra-prima da sátira vicentina, o Auto da Índia continua a ser estudado e representado por mostrar, com agudeza e sentido crítico, que o ser humano, independentemente da época, é muitas vezes guiado por interesses, desejos e aparências. Gil Vicente oferece-nos, através desta peça, não só um espelho da sociedade do seu tempo, mas também uma reflexão intemporal sobre os valores e comportamentos humanos.